# Karvel Anderson
Karvel Anderson, né le 3 juin 1991, à Elkhart, dans l'Indiana, est un joueur américain de basket-ball. Il évolue au poste d'arrière.

## Palmarès
- Joueur de l'année de la NEC 2014
- First-team All-NEC 2014